# Hormonally Yours
Hormonally Yours è il secondo album in studio del gruppo musicale britannico Shakespear's Sister, pubblicato nel 1992.

## Tracce
1. Goodbye Cruel World – 4:06
2. I Don't Care – 4:16
3. My 16th Apology – 4:16
4. Are We in Love Yet – 3:34
5. Emotional Thing – 3:48
6. Stay – 3:47
7. Black Sky – 4:18
8. The Trouble With Andre – 4:03
9. Moonchild – 4:25
10. Catwoman – 3:58
11. Let Me Entertain You – 5:13
12. Hello (Turn Your Radio On) – 4:03

## Formazione
- Siobhan Fahey - voce, chitarra
- Marcella Detroit - voce, chitarra